# Златна лопта 1991.
Златна лопта 1991. је награда која се додељује најбољем фудбалеру у 1991. години. Награду је освојио француз Жан Пјер Папен.
Папен је трећи француски фудбалер који је освојио ово признање. Пре њега су то били Ремон Копа (1958) и Мишел Платини (1983,1984 и 1985). Истовремено он је први фудбалер из Француске лиге који је добио ову награду.

## Коначна листа
| Место | Име                 | Клуб                       | Држава          | Поени |
| ----- | ------------------- | -------------------------- | --------------- | ----- |
| 1     | Жан Пјер Папен      | Олимпик Марсеј             | Француска       | 141   |
| 2     | Лотар Матеус        | Интер                      | Немачка         | 42    |
| 2     | Дарко Панчев        | Црвена звезда              | Југославија     | 42    |
| 2     | Дејан Савићевић     | Црвена звезда              | Југославија     | 42    |
| 5     | Роберт Просинечки   | Црвена звезда, Реал Мадрид | Југославија     | 34    |
| 6     | Гари Линекер        | Тотенхем хотспур           | Енглеска        | 33    |
| 7     | Ђанлука Вијали      | Сампдорија                 | Италија         | 18    |
| 8     | Миодраг Белодедић   | Црвена звезда              | Румунија        | 15    |
| 9     | Марк Хјуз           | Манчестер јунајтед         | Велс            | 12    |
| 10    | Крис Вадл           | Олимпик Марсеј             | Енглеска        | 11    |
| 11    | Михаел Лаудруп      | Барселона                  | Данска          | 7     |
| 12    | Руди Фелер          | ФК Рома                    | Немачка         | 5     |
| 13    | Чики Бегиристајн    | Барселона                  | Шпанија         | 3     |
| 13    | Стефан Шапуиза      | Борусија Дортмунд          | Швајцарска      | 3     |
| 13    | Бруно Мартини       | Оксер                      | Француска       | 3     |
| 13    | Пол Макграт         | Астон вила                 | Ирска           | 3     |
| 13    | Дин Сандерс         | Ливерпул                   | Велс            | 3     |
| 13    | Христо Стоичков     | Барселона                  | Бугарска        | 3     |
| 19    | Роберто Манчини     | Сампдорија                 | Италија         | 2     |
| 19    | Марко ван Бастен    | Милан                      | Холандија       | 2     |
| 21    | Гвидо Бухвалд       | ФК Штутгарт                | Немачка         | 1     |
| 21    | Томас Дол           | Лацио                      | Немачка         | 1     |
| 21    | Штефан Ефенберг     | Бајерн Минхен              | Немачка         | 1     |
| 21    | Руд Гулит           | Милан                      | Холандија       | 1     |
| 21    | Георги Хаџи         | Реал Мадрид                | Румунија        | 1     |
| 21    | Алексеј Михаилченко | Глазгов ренџерс            | Совјетски Савез | 1     |
| 21    | Гери Палистер       | Манчестер јунајтед         | Енглеска        | 1     |
| 21    | Димитрис Саравакос  | Панатинаикос               | Грчка           | 1     |
| 21    | Ђанлука Паљука      | Сампдорија                 | Италија         | 1     |
| 21    | Гај Хелерс          | Стандард Лијеж             | Луксембург      | 1     |
| 21    | Лоран Блан          | Наполи                     | Француска       | 1     |